# لوسی ویلز
لوسی ویلز (انگلیسی: Lucy Wills; زاده ۱۰ مهٔ ۱۸۸۸ – درگذشته ۲۶ آوریل ۱۹۶۴) پزشک، و هماتولوژیست اهل بریتانیا بود. وی در اواخر دهه ۱۹۲۰ و اوایل دهه ۱۹۳۰ در هند تحقیقات مربوط به کم‌خونی ماکروسیتیک بارداری را انجام داد. زنان باردار ساکن در منطقه گرمسیری با رژیم‌های غذایی ناکافی و سوءتغذیه مستعد این بیماری هستند. ویلز یک عامل تغذیه‌ای را در مخمر کشف کرد که منجر به جلوگیری و درمان این بیماری می‌شود.